# Larry Nance
Larry Donnell Nance (ur. 12 lutego 1959 w Anderson) – amerykański koszykarz, występujący na pozycji silnego skrzydłowego. 
W NBA rozegrał 13 sezonów (1981-1994) jako gracz Phoenix Suns i Cleveland Cavaliers. 
Został wybrany z 20. miejsca w drafcie 1981 przez Phoenix Suns. W pierwszych 11 sezonach zdobywał średnio 16 punktów i 8 zbiórek na mecz. Jego najlepszym sezonem w NBA okazały się rozgrywki 1986/87, kiedy zdobywał średnio 22,5 punktu na grę. W 1988 roku przeniósł się z Phoenix Suns do Cleveland Cavaliers. 
Nance w karierze zawodowej rzucił 15687 punktów oraz zaliczył 7352 zbiórek w 920 meczach, ale znany jest bardziej jako zwycięzca pierwszego w historii Slam Dunk Contest (1984). W sezonach 1984/85, 1988/89 i 1992/93 był wybierany do spotkań gwiazd NBA.

## Osiągnięcia
Na podstawie, o ile nie zaznaczono inaczej.
NCAA
- Uczestnik rozgrywek Elite 8 turnieju NCAA (1980)

NBA
- 3-krotny uczestnik meczu gwiazd NBA (1985, 1989, 1993)
- Zwycięzca konkursu wsadów NBA (1984)[2]
- Wybrany do:
  - I składu defensywnego NBA (1989)[3]
  - II składu defensywnego NBA (1992, 1993)[3]
- Lider play-off w skuteczności rzutów z gry (1982)[4]
- Zawodnik:
  - miesiąca NBA (grudzień 1987)[5]
  - tygodnia NBA (20.02.1983, 4.11.1984, 22.12.1985, 20.12.1987, 2.02.1992)[6]
- Klub Cleveland Cavaliers zastrzegł należący do niego numer 22[7]